# Skräddartjärnen (Envikens socken, Dalarna)
Skräddartjärnen är en sjö i Falu kommun i Dalarna och ingår i Dalälvens huvudavrinningsområde.